# Pilea capitata
Pilea capitata är en nässelväxtart. Pilea capitata ingår i släktet pileor, och familjen nässelväxter.

## Underarter
Arten delas in i följande underarter:
- P. c. capitata
- P. c. occidentalis